# Росс, Ник (футболист, 1862)
Ни́колас Джон Росс (англ. Nicholas John Ross; 6 декабря 1862 — 7 августа 1894), более известный как Ник Росс (англ. Nick Ross) — шотландский футболист, выступавший на позициях нападающего и защитника. Чемпион Англии в составе клуба «Престон Норт Энд».

## Биография
Уроженец Эдинбурга, Ник Росс выступал за шотландский клуб «Харт оф Мидлотиан» в 1881 году, а спустя год в возрасте 20 лет стал капитаном команды. Летом 1883 года перешёл в клуб «Престон Норт Энд». Председатель клуба Уильям Саделл также помог Россу устроиться на работу кровельщиком в Престоне. Также в «Престон Норт Энд» перешёл младший брат Ника, Джимми.
В «Престон Норт Энд» Ник Росс выступал на позициях центрального нападающего и защитника. Был капитаном команды.
30 октября 1886 года «Престон Норт Энд» обыграл в выездном матче первого раунда Кубка Англии шотландский клуб «Куинз Парк» со счётом 3:0. В концовке той игры младший брат Ника Джимми Росс сделал жёсткий подкат против игрока «Куинз Парк», из-за чего последнего унесли с поля на носилках. После финального свистка разъярённые болельщики клуба «Куинз Парк» выбежали на поле, а игроки «Престона» спрятались в павильоне стадиона «Хэмпден Парк». Толпа окружила здание павильона и требовала выдачи Джимми Росса. Сотрудник стадиона выдал Джимми ольстерское пальто и помог ему выбраться из павильона через заднее окно и скрыться в улицах Глазго. Постепенно толпа разошлась, и обе команды отправились в отель в центре Глазго, где поужинали, а Ник Росс произнёс речь, поблагодарив соотечественников-шотландцев за гостеприимство. Затем игроки «Престона» отправились на вокзал Глазго, но там их уже поджидала толпа болельщиков «Куинз Парк». Агрессивные люди окружили Ника Росса и потребовали у него выдать младшего брата. Ситуацию разрешил полицейский, сообщивший толпе, что Джимми Росс арестован и находится в тюрьме Стратбанго в ожидании суда (на самом деле он уехал в родной Эдинбург). Это успокоило толпу, после чего игроки «Престона» смогли сесть в поезд домой.
Летом 1888 года, накануне первого в истории розыгрыша чемпионата — Футбольной лиги сезона 1888/89 — Ник Росс неожиданно перешёл в «Эвертон», предложивший ему зарплату в размере 10 фунтов месяц, что значительно превышало среднюю зарплату футболистов в то время. Росс дебютировал в Футбольной лиге 8 сентября 1888 года в матче против «Аккрингтона» на «Энфилде» (домашнем стадионе «Эвертона»), сыграв на позиции защитника. «Эвертон» выиграл со счётом 2:1. 15 сентября 1888 года Росс, также сыгравший на позиции защитника, забил свой первый гол за «Эвертон» в матче против «Ноттс Каунти». Впоследствии из-за проблем в атакующей линии «Эвертона» Ника переместили с позиции защитника на позицию нападающего. Всего в сезоне 1888/89 Ник Росс сыграл в 18 из 22 матчей в Футбольной лиги, забив 4 гола. Между тем его брат Джимми и бывшие товарищи в «Престон Норт Энд» стали чемпионами Англии, завершив свой сезон без единого поражения.
Летом 1889 года Ник покинул «Эвертон», проведя несколько месяцев в Белфасте, где выступал за клуб «Линфилд», после чего вернулся в «Престон Норт Энд». В сезоне 1889/90 команда вновь стала чемпионом Англии. В том сезоне Ник Росс выступал на позиции нападающего и стал лучшим бомбардиром Футбольной лиги, забив 22 гола.
Помимо футбола братья Росс увлекались бейсболом, сыграв в 1890 году за бейсбольный клуб «Престон Норт Энд».
К 1893 году у Ника Росса начались проблемы со здоровьем, связанные с развитием туберкулёза, и он был вынужден завершить карьеру футболиста. В августе 1894 года Ник Росс умер в возрасте 31 года.

## Достижения
«Престон Норт Энд»
- Чемпион Англии: 1889/90